# Шчучин
Шчучин (блр. Шчучын; рус. Щучин; пољ. Szczuczyn) град је у западном делу Републике Белорусије. Админситративни је центар Шчучинског рејона Гродњенске области.
Према процени из 2012. у граду је живело 15.075 становника.

## Географија
Шчучин се налази у централном делу истоименог рејона на око 57 км источно од обласног центра Гродна, односно на 188 км источно од главног града земље Минска.

## Историја
Иако први писани помен о Шчучину датира из 1487. као година оснивања насеља води се 1537. када је насеље регистровано у тадашњим литванским катастарским списима по први пут. Насеље је вероватно добило име по земљопоседничкој породици Шчуки.
Од XV до XVIII века Шчучин је био део Лидског повјата Вилњуског војводства. Године 1726. основан је католички манастир и школа која је у то време била једна од већих на подручју тадашње Белорусије. Болница је основана 1742. године.
Током Великог северног рата почетком XVIII века град је готово разрушен од стране Швеђана.
Делом Руске Империје постаје 1795. године и остаје у саставу Русије све до јула 1812. када је окупиран од стране Француза. У саставу Белоруске ССР је од 1939. године.
Административни статус града има од 1962. године.

## Становништво
Према процени, у граду је 2012. живело 15.075 становника.
| 1979.  | 1989.  | 1999.  | 2009.  | 2012.  |
| ------ | ------ | ------ | ------ | ------ |
| 12.856 | 15.364 | 15.364 | 15.042 | 15.075 |

## Међународна сарадња
Град Шчучин има уговор о сарадњи са следећим гардовима:
- Гурјевск, Калињинградска област, Русија